# Jakalj
Jakalj (en serbe cyrillique Јакаљ) est un village de Serbie situé dans la municipalité de Bajina Bašta, district de Zlatibor. Au recensement de 2011, il comptait 401 habitants.

## Démographie
| 1948  | 1953  | 1961  | 1971 | 1981 | 1991 | 2002 | 2011 |
| ----- | ----- | ----- | ---- | ---- | ---- | ---- | ---- |
| 1 078 | 1 107 | 1 028 | 928  | 810  | 593  | 472  | 401  |

|  |